# Central Garage (Virginie)
 (mars 2025).
Central Garage est une census-designated place située dans le comté de King William, dans l’État de Virginie, aux États-Unis. Lors du recensement de 2020, elle comptait 1 810 habitants.